# Reto Burgermeister
Reto Burgermeister (ur. 7 września 1975 r. w Pfäffikon) – szwajcarski biegacz narciarski, zawodnik klubu SC am Bachtel.

## Kariera
Po raz pierwszy na arenie międzynarodowej Reto Burgermeister pojawił w marcu 1994 roku podczas mistrzostw świata juniorów w Breitenwang, gdzie zajął 50. miejsce w biegu na 10 km techniką klasyczną. Rok później, na mistrzostwach świata juniorów w Gällivare na tym samym dystansie uplasował się na 22. pozycji.
W Pucharze Świata zadebiutował 9 grudnia 1995 roku w Davos, zajmując 81. miejsce na dystansie 30 km stylem klasycznym. Pierwsze pucharowe punkty wywalczył 13 marca 1999 roku w Falun, zajmując 28. miejsce w tej samej konkurencji. W klasyfikacji generalnej sezonu 1998/1999 zajął ostatecznie 102. miejsce. Najlepsze wyniki w Pucharze Świata osiągnął w sezonie 2003/2004, który ukończył na 31. pozycji. Dwukrotnie stawał na podium zawodów pucharowych: 25 stycznia 2003 roku w Oberhofie był drugi w biegu na 15 km stylem klasycznym, a 13 lutego 2004 roku w Oberstdorfie drugie miejsce zajął w biegu łączonym.
Pierwszą dużą imprezą w jego karierze były igrzyska olimpijskie w Nagano w 1998 roku, gdzie był szósty w sztafecie, a na dystansie 50 km techniką dowolną zajął 49. miejsce. Swój najlepszy indywidualny olimpijski wynik osiągnął podczas igrzysk w Salt Lake City w 2002 roku, gdzie zajął 9. miejsce w biegu na 15 km klasykiem. Startował także na igrzyskach olimpijskich w Turynie w 2006 roku zajmując siódme miejsce w sztafecie oraz piętnaste w sprincie drużynowym. W latach 1999–2009 startował na mistrzostwach świata, najlepszy wynik osiągając na mistrzostwach świata w Val di Fiemme w 2003 roku, gdzie był dziesiąty w biegu na 30 km techniką klasyczną, a w sztafecie zajął piątą pozycję.

## Osiągnięcia

### Igrzyska olimpijskie
| Miejsce | Dzień     | Rok  | Miejscowość    | Konkurencja                     | Czas biegu | Strata   | Zwycięzca             |
| ------- | --------- | ---- | -------------- | ------------------------------- | ---------- | -------- | --------------------- |
| 6.      | 17 lutego | 1998 | Nagano         | Sztafeta 4 × 10 km              | 1:40:55,7  | +1:53,5  | Norwegia              |
| 49.     | 22 lutego | 1998 | Nagano         | 50 km stylem dowolnym           | 2:05:08,2  | +17:10,1 | Bjørn Dæhlie          |
| 9.      | 12 lutego | 2002 | Salt Lake City | 15 km stylem klasycznym         | 37:07,4    | +1:41,8  | Andrus Veerpalu       |
| 41.     | 14 lutego | 2002 | Salt Lake City | 2 × 10 km łączony               | 49:48,9    | +2:29,2  | Thomas Alsgaard       |
| 10.     | 17 lutego | 2002 | Salt Lake City | Sztafeta 4 × 10 km              | 1:32:45,5  | +4:40,9  | Norwegia              |
| 37.     | 23 lutego | 2002 | Salt Lake City | 50 km stylem klasycznym         | 2:06:20,8  | +14:22,5 | Michaił Iwanow        |
| 59.     | 12 lutego | 2006 | Turyn          | 2 × 15 km łączony               | 1:17:00,8  | +8:49,1  | Jewgienij Diemientjew |
| 15.     | 14 lutego | 2006 | Turyn          | Sprint drużynowy st. klasycznym | 17:02,9    | -        | Szwecja               |
| 7.      | 19 lutego | 2006 | Turyn          | Sztafeta 4 × 10 km              | 1:43:45,7  | +1:25,2  | Włochy                |

### Mistrzostwa świata
| Miejsce | Dzień     | Rok  | Miejscowość   | Konkurencja             | Czas biegu | Strata   | Zwycięzca           |
| ------- | --------- | ---- | ------------- | ----------------------- | ---------- | -------- | ------------------- |
| 47.     | 22 lutego | 1999 | Ramsau        | 10 km stylem klasycznym | 24:19,2    | +2:19,6  | Mika Myllylä        |
| 32.     | 23 lutego | 1999 | Ramsau        | 10+15 km pościgowy      | 1:05:54,9  | +3:15,5  | Thomas Alsgaard     |
| 18.     | 15 lutego | 2001 | Lahti         | 15 km stylem klasycznym | 39:26,0    | +1:54,1  | Per Elofsson        |
| 26.     | 17 lutego | 2001 | Lahti         | 2 × 10 km łączony       | 47:15,5    | +1:40,9  | Per Elofsson        |
| 28.     | 19 lutego | 2001 | Lahti         | 30 km stylem klasycznym | 1:14:17,9  | +4:04,4  | Andrus Veerpalu     |
| 8.      | 22 lutego | 2001 | Lahti         | Sztafeta 4 × 10 km      | 1:36:42,5  | +4:03,7  | Norwegia            |
| 10.     | 19 lutego | 2003 | Val di Fiemme | 30 km stylem klasycznym | 1:12:29,3  | +12,7    | Thomas Alsgaard     |
| 21.     | 21 lutego | 2003 | Val di Fiemme | 15 km stylem klasycznym | 35:47,5    | +1:13,8  | Axel Teichmann      |
| 5.      | 25 lutego | 2003 | Val di Fiemme | Sztafeta 4 × 10 km      | 1:31:56,4  | +1:20,5  | Norwegia            |
| DNF     | 24 lutego | 2005 | Oberstdorf    | Sztafeta 4 × 10 km      | 1:39:04,4  | -        | Norwegia            |
| 10.     | 2 marca   | 2007 | Sapporo       | Sztafeta 4 × 10 km      | 1:30:49,2  | +3:20,4  | Norwegia            |
| 40.     | 4 marca   | 2007 | Sapporo       | 50 km stylem klasycznym | 2:20:12,6  | +15:17,9 | Odd-Bjørn Hjelmeset |

### Mistrzostwa świata juniorów
| Miejsce | Dzień       | Rok  | Miejscowość | Konkurs                 | Wynik     | Strata  | Zwycięzca         |
| ------- | ----------- | ---- | ----------- | ----------------------- | --------- | ------- | ----------------- |
| 50.     | 26 stycznia | 1994 | Breitenwang | 10 km stylem klasycznym | 28:36,5   | +2:42,7 | Grigorij Gutnikow |
| 22.     | 1 marca     | 1995 | Gällivare   | 10 km stylem klasycznym | 27:26,1   | +1:32,9 | Roman Mironow     |
| 43.     | 5 marca     | 1995 | Gällivare   | 30 km stylem dowolnym   | 1:22:35,2 | +8:02,5 | Pietro Broggini   |

### Puchar Świata

#### Miejsca w klasyfikacji generalnej
- sezon 1998/1999: 102.
- sezon 1999/2000: 65.
- sezon 2000/2001: 48.
- sezon 2001/2002: 79.
- sezon 2002/2003: 44.
- sezon 2003/2004: 31.
- sezon 2005/2006: 87.
- sezon 2006/2007: 83.
- sezon 2007/2008: 137.
- sezon 2008/2009: 180.

#### Miejsca na podium w zawodach chronologicznie
| Nr | Dzień       | Rok  | Miejscowość | Konkurencja             | Czas biegu | Pozycja | Strata | Zwycięzca           |
| -- | ----------- | ---- | ----------- | ----------------------- | ---------- | ------- | ------ | ------------------- |
| 1. | 25 stycznia | 2003 | Oberhof     | 15 km stylem klasycznym | 39:04,0    | 2.      | +5,6   | Mathias Fredriksson |
| 2. | 13 lutego   | 2004 | Oberstdorf  | 30 km lączony           | 1:16:02,9  | 2.      | +2,8   | René Sommerfeldt    |